# Goertek
Goertek Inc. tiếng Trung 歌尔股份 (thành lập tháng 06 năm 2001) có trụ sở tại Sơn Đông, Trung Quốc, là tập đoàn đa quốc gia hoạt động trong lĩnh vực khoa học, công nghệ chính xác. Goertek chuyên nghiên cứu phát triển và sản xuất các sản phẩm cho các thương hiệu điện tử lớn trong các mảng: âm học, quang học, các linh kiện kết cấu chính xác, các loại thiết bị thông minh, thiết bị cao cấp.

## Mạng lưới toàn cầu
Trụ sở của Goertek đặt tại Sơn Đông, Trung Quốc. Ngoài ra tập đoàn còn có các trụ sở, văn phòng, chi nhánh ở Bắc Kinh, Đông và Nam Trung Quốc, Đài Loan, Nhật Bản, Châu Âu và Mỹ. Tại Việt Nam, tập đoàn này đã xây dựng nhà máy với pháp nhân là Goertek Vina với mức đầu tư lên tới 260 triệu USD tại khu công nghiệp Quế Võ, tỉnh Bắc Ninh vào năm 2013 và khoảng 100 triệu USD cho nhà máy đặt tại khu công nghiệp WHA vào năm 2021. Ngày 11 tháng 1 năm 2022, Goertek Việt Nam điều chỉnh mức đầu tư cho nhà máy ở Nghệ An lên tới 500 triệu USD.